# Hot Club de Belgique
Hot Club de Belgique was een Belgische organisatie van jazzliefhebbers, op 1 april 1939 opgericht door Willy De Cort, Albert Bettonville, Carlos de Radzitzky en anderen. 
Er werden concerten, conferenties en filmvertoningen gehouden. De organisatie publiceerde twee tijdschriften: Jazz en, later, Hot Club Magazine. Begin jaren vijftig haalde de jonge concertorganisator Louis Van Rijmenant grote namen als Louis Armstrong, Charlie Parker, Dizzy Gillespie, Lionel Hampton en Duke Ellington naar België. In die tijd was er maar weinig geld te verdienen in de jazzscene. Daarom verliet Van Rijmenant halverwege de jaren vijftig de Club, om zich te gaan toeleggen op het produceren en promoten van populaire Vlaamse schlagerzangers als Marc Dex en Micha Marah.
De meeste concerten werden gehouden in het Palais des Beaux-Arts in Brussel. De Hot Club de Belgique stopte zijn activiteiten in het midden van de jaren 1960.